# Käysergebergte
Het Kaysergebergte is een gebergte in het ressort Coeroenie in Suriname. Het gebergte is vernoemd naar de Nederlandse militair en ontdekkingsreiziger Conrad Carel Käyser.
Het strekt zich van zuidoost naar noordwest uit over een lengte van 80 tot 90 kilometer. In het zuiden is er een hoger gedeelte dat een maximum bereikt van 783 meter. Daarna gaat het over naar een lager heuvellandschap, waarna het vervolgens opnieuw in hoogte toeneemt met een maximum van 861 meter. Ook hierna gaat het terug naar een heuvellandschap en vervolgens in het noorden opnieuw de hoogte in tot een maximum van 675 meter.
Het gebergte ligt zuidelijk van de rivier Lucie. De noord- en oosthelling wateren af naar deze rivier en de Zuidrivier. De west- en zuidhelling wateren af naar de Coeroenierivier.
Het gebergte is te bereiken via de lucht naar de Kayser Airstrip die zich bij de Zuidrivier aan de voet van het gebergte bevindt. Vanaf hier worden excursies naar Trio-inheemsen en natuurexpedities georganiseerd.